# Euxoa sparsa
Euxoa sparsa är en fjärilsart som beskrevs av Corti 1932. Euxoa sparsa ingår i släktet Euxoa och familjen nattflyn. Inga underarter finns listade i Catalogue of Life.